# Sigma Seven e
株式會社Sigma Seven e（日語：株式会社Sigma Seven e）是日本一家位於東京都港區的聲優經紀公司。

## 概要
2009年10月1日成立。是Sigma Seven的旗下企業，因應原關係公司DOA的The 聲優塾養成所解散的關係而創立。另一方面，在這之中畢業生有安元洋貴、福圓美里等人。
所屬聲優大多來自Sigma Seven附屬培訓學校出身，和第2回以後Sigma Seven新人聲優徵選會經過獲選的合格者。

## 所屬聲優

### 男性
| 行 - 赤石孝 - 豬爪育人 行 - 金丸健太 - 城戶航也 - 倉富亮 - 黑岩拓真 行 - 坂本和彌 - 涉谷慧 - 菅野雄真 - 鈴木卓朗 | 行 - 田中壹太郎 - 千葉翔也 - 塚本誠浩 - 十倉新吾 行 - 南雲大輔 行 - 藤本康之助 行 - 水龍生 - 村杉明彥 | 行 - 若山晃久 - 渡部祐起 |

### 女性
| 行 - 逢千香 - 芦澤亞希子 - 麻生菜美子 - 池本真由實 - 市之瀨加那 - 井上光 - 今井輝光香 - 大庭綾華 行 - 木本景子 - 葛野裕美子 - 國廣涼香 - 小山夏貴 | 行 - 鹽川長香 - 清水紗羅 行 - 高田美穗 - 竹尾步美 - 田中知惠美 - 寺澤百花 - 東城未來 行 - 永井夕稀 | 行 - 平口茉悠子 - 福島蘭世 - 細谷美友 - 堀川五月 行 - 松下真緒 - 宮下早紀 - 森優子 - 森永千才 | 行 - 山上友里江 - 山中千尋 - 結城真理 - 吉田有里 - 吉元玲香 行 - 渡部紗弓 |

## 過往所屬聲優

### 男性
- 江南真利
- 大矢盛嗣
- 澀澤祐介
- 加藤賢二
- 桐木仁
- 近藤辰典
- 高木達也（日语：高木達也）（現所屬：Sigma Seven）
- 田丸篤志（現所屬：Sigma Seven）
- 津山博（日语：津山博）
- 野町祐太（現所屬：Chocolate旅團（页面存档备份，存于））
- 山口清裕（現所屬：FEATHER（日语：フェザード））
- 山本祥太（日语：山本祥太）（現所屬：Sigma Seven）
- 若杉亨（現所屬：Sigma Seven）

### 女性
- 相田琴美
- Azumi（日语：Azumi）
- 石原夏織（現所屬：Style Cube）
- 大龜明日香（現所屬：Sigma Seven）
- 小倉唯（現所屬：CLARE VOICE）
- 鬼束彩子（現所屬：Sigma Seven）
- 加藤美由紀（日语：加藤美由紀）（現所屬：Sigma Seven）
- 金丸由奈（現所屬：Max Mix）
- 木村惠子
- 工藤晴香（現所屬：Ace Crew Entertainment（日语：エースクルー・エンタテインメント））
- 小谷直子（日语：小谷直子）（現所屬：Sigma Seven）
- 香西遙佳
- 近藤奈保（日语：近藤奈保）
- 沙倉繪美
- 杉山滋美（日语：杉山滋美）（現所屬：Max Mix）
- 瀨戶麻沙美（現所屬：Sigma Seven）
- 中村留美
- 西明日香（現所屬：Sigma Seven）
- 韓由真（日语：韓由真）
- 藤井沙耶香
- 渕上舞（現所屬：m&i）
- 茉莉邑薰（日语：茉莉邑薫）（現所屬：amuleto）
- 三麻里（自由職業）
- 諸岡南
- 由木晴美

## 外部連結
- 株式會社Sigma Seven e公式官網（页面存档备份，存于） （日語）